# Wisand
Wisand ou Visand (Visandus en latin) est le nom d'un roi hérule de la première moitié du VIe siècle.
Il intervient en Italie au début de la « guerre gothique », opposant les Byzantins aux Ostrogoths.
Allié de l'Empire byzantin avec qui il a peut-être signé un foedus, il doit fournir des guerriers contre les Goths, guerriers qu'il dirige en personne aux côtés d'un certain Vitalius, gouverneur byzantin de l'Illyricum.
En 540, Vitalius et Wisand sont battus près de Trévise par les Ostrogoths du nouveau roi Hildebad. Wisand meurt au combat et la grande majorité de ses hommes tombent avec lui sur le champ de bataille.
Son nom dérive probablement du gotique *wisands ("bison").

## Sources primaires
- Procope de Césarée, Guerres de Justinien
- Jordanès, Histoire des Goths